# さげもん

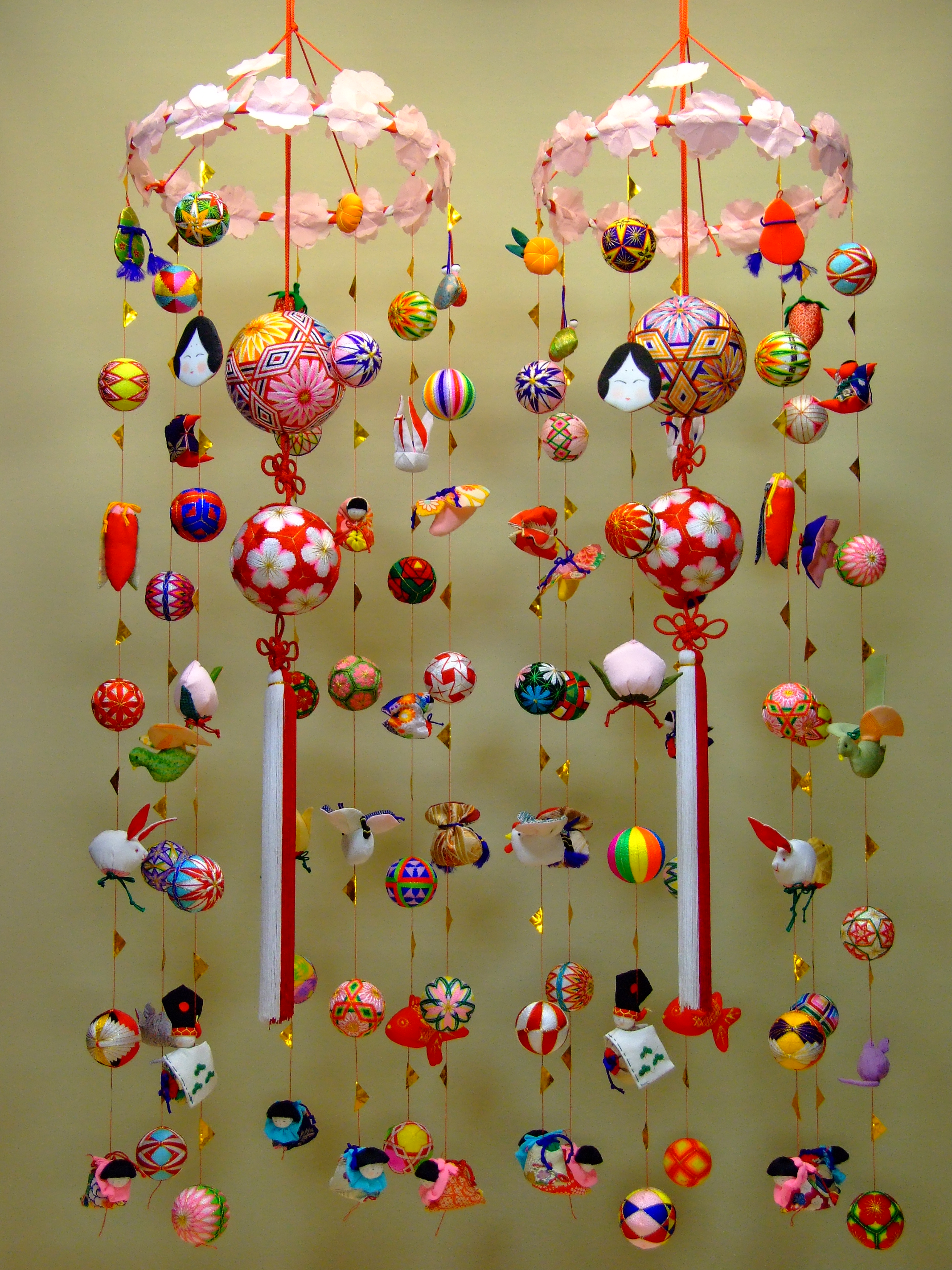
柳川伝承さげもん　保存会型

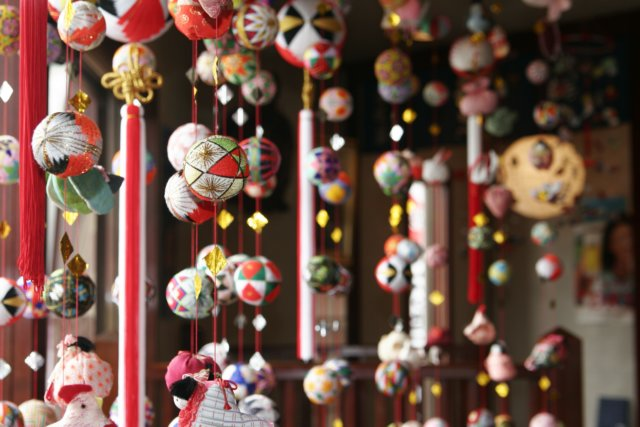
さげもんでの吊るし飾り

さげもんは、福岡県柳川市に伝わる風習。吊るし飾りのひとつ。
女児の生まれた家庭では、その一生の幸せを願い雛壇は父方の実家から、さげもんは母方の親戚、母、祖母が用意する。これに類する風習として静岡県東伊豆町の「雛のつるし飾り」、山形県酒田市の「傘福」（笠福）がある。

## 習慣
正式には約40cmの竹輪に赤白の布を巻きつけ、細工ものと柳川まりを交互に7列7個の49個をつるす。全高は150cm程
人生50年と言われた時代に女性は一歩引いて49年と配慮した意味を含ませ、さらに中央に特大柳川まり2連を加え計51個とする事により、人生50年よりも長生きできるように願をかける。これを初節句の際、雛壇の横に左右対で飾る。現在では簡易型の5列5個毬1やガラスショーケースに入ったものもある。

## 由来
元々は奥女中の嗜み教養のひとつとして、お姫様が生まれると琴爪入れなどに使う袋物を姫様の健やかな成長を願い繕い贈ったのがはじまり。やがて吊るし雛へと型を変え柳川まりとともに伝承されてきた風習である。また彼女らの里帰りを通して庶民にも伝えられた。
裕福な家庭は雛壇をさらに豪華にひきたてる為、部屋中にさげもんを飾りつけ客人を招いた。あるいは雛壇を用意できぬ家庭でもその代わりとして布団ハギレで縫い合わせ心をこめた初節句の祝いとした。